# Miroirs des princes
Les « Miroirs des princes » (Specula principum), qui relèvent du genre littéraire du miroir apparu au Moyen Âge, sont des traités d'éthique, de marche à suivre, de préceptes moraux spécifiquement destinés aux chefs d'État de l'époque.
La définition du genre « Miroir des princes », du latin specula principum, ou speculum principis est l'objet d'études approfondies, pour ce qui concerne sa définition au Moyen Âge, dès le début du XXe siècle. En 1938, l'ouvrage de Wilhelm Berges Fürstenspiegel des hohens und späten Mitteralters (« Miroir des princes du haut et bas Moyen Âge »), fait date. Depuis quelques années, le genre est étudié par les historiens de la pensée pour comprendre la politique au Moyen Âge,. À ce jour, la définition du genre pose question. Les travaux d'Einar Mar Jonsson donnent les cadres de définition du genre. Frédérique Lachaud et Lydwine Scordia ont également dirigé la rédaction d'un ouvrage sur la question des « Miroirs des princes » : De l'Antiquité aux Lumières.
En 2019, un colloque s'est tenu à Namur sur la question de la plasticité de ce genre littéraire.

## Histoire

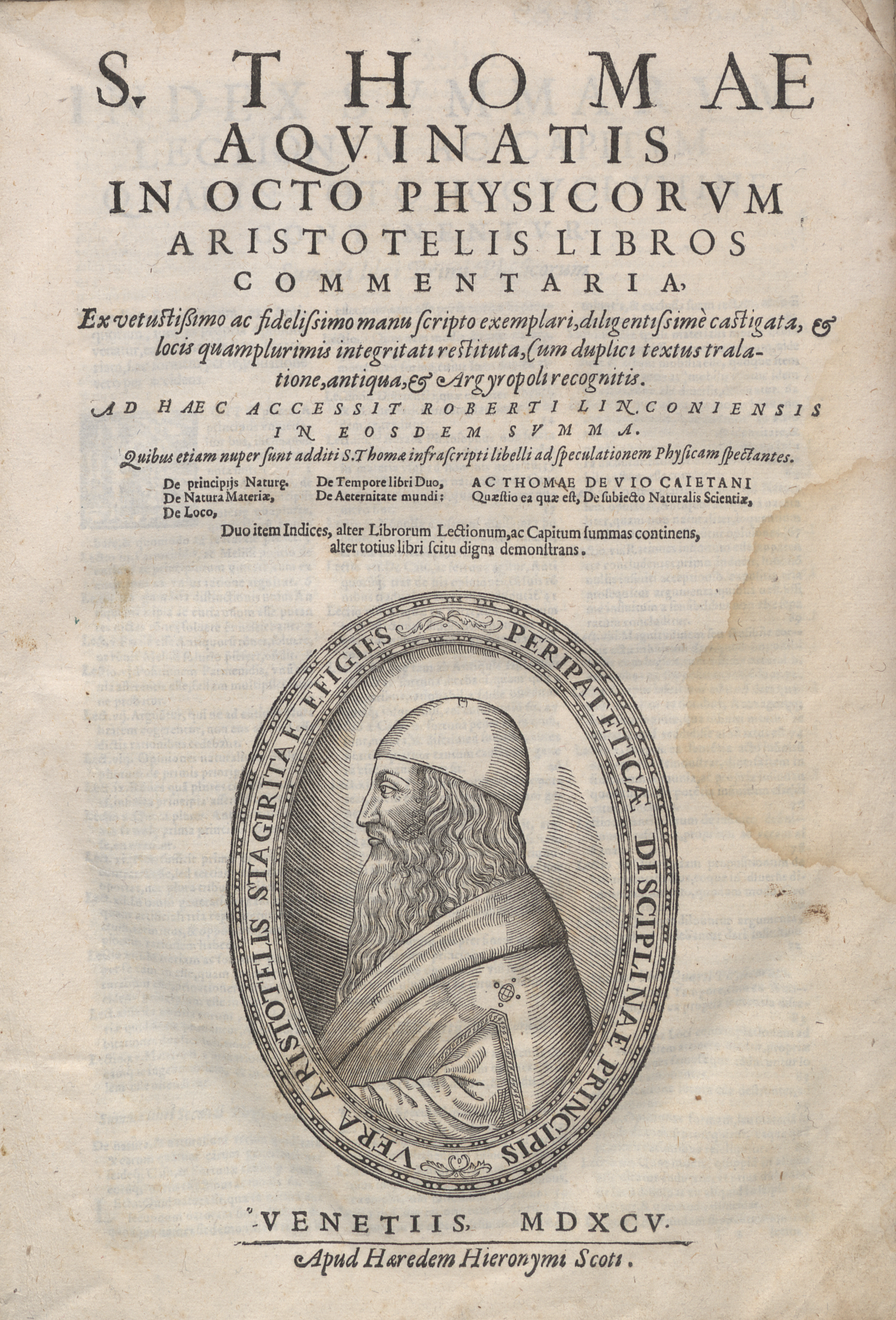
Page de titre de Super Physicam Aristotelis, 1595.

### Antiquité
Des écrits de conseillers (souvent des théologiens) à l'intention des souverains existaient déjà durant l'Antiquité mais sous une forme différente. Ils se développent véritablement au VIIIe siècle. Les « Miroirs des princes » constituent une sorte de manuel composé de conseils et de préceptes moraux destinés à montrer au souverain la voie à suivre pour régner selon la volonté de Dieu ou des divinités. Comme leur nom l'indique, ces traités font figure de miroirs renvoyant l'image, la description du roi parfait.
De nombreux textes sont rédigés en grec par des philosophes païens (Jamblique, Sopatros d'Apamée, Thémistios) et un théologien chrétien (Eusèbe de Césarée) au ive siècle après J.-C., à une époque charnière de l'Empire romain, une période de transition entre le monde gréco-romain et les débuts des civilisations médiévales (latine, byzantine et arabe). Ces différents courants de pensée portent sur ce que serait le bon gouvernement ; sur ce qui fait qu'un roi est bon ; sur les qualités morales et intellectuelles, les responsabilités et les fonctions du meilleur gouvernant ; sur le sens de la politique.

### Islam
Dans la tradition islamique, les plus anciens traités d'éthique gouvernementale nous étant parvenus sont datés du VIIIe siècle,,.
Les premiers « Miroir des princes » sont sans doute ceux d'Abd al-Hamid Ibn Yahya et d'Ibn al-Muqaffa avec l'Al-Adab al-Kabīr. Al-Imam al-Hadrami a composé le Kitâb al-Ishâra (Traité de bonne conduite princière) au XIe siècle.
L'un des plus célèbres, le Kitâb at-tibr al-masbûk fî nasîhat al-mulûk (Le miroir du prince et le conseil aux rois), est composé par l'imam Abû Hamid Al-Ghazâlî à la fin de sa vie, entre 1105 et 1111.
En 1603, parait le Taj as-Salatin (La couronne des rois) rédigé en malais classique (jawi) attribué à Bukhari al-Jauhari. Il serait en grande partie basé sur le Nasîhat al-Mulûk d'Al-Ghazâlî.

### Époque carolingienne
En Europe occidentale, le premier véritable « Miroir des princes » de l'époque carolingienne fut la Via regia écrite par Smaragde de Saint-Mihiel aux alentours de l'année 813 pour Louis le Pieux, alors qu'il n'était pas encore empereur. Le texte de Smaragde est empreint d'une forte valeur morale que l'auteur lie étroitement au domaine politique et à la personne du roi. Parmi d'autres écrits de ce type, la Cyropédie de Xénophon a été imitée au Moyen Âge comme modèle du genre « Miroir des princes ». Il convient de citer également le Liber exhortationis, écrit vers 795 par l'évêque Paulin d'Aquilée pour le duc Éric de Frioul, et le De regis persona et regio ministerio d'Hincmar de Reims, rédigé en 873, qui adopte une vision de la fonction des évêques qui est bien distincte de l'autorité royale. Un ouvrage majeur dans la lignée des « Miroirs des princes » est le De institutione regia que Jonas d'Orléans écrivit vraisemblablement en 831 pour Pépin d'Aquitaine, un des fils de Louis le Pieux. Le De institutione regia fonde la royauté sur des vertus morales nécessaires pour la recherche du salut de l'âme et de l'amour de Dieu.
Dans cette optique, les « Miroir des princes » touchent également aux rapports des pouvoirs — le temporel et le sacerdotal —, et à leur position vis-à-vis de Dieu.
L’historien Einar Már Jónsson, distingue quatre grands types de « miroirs aux princes ». Le premier recense les vertus dont le souverain doit être paré, et les vices proscrits ; ce sont principalement des considérations morales. Le deuxième type s’inspire des dirigeants célèbres, pour élaborer la définition du prince parfait. Le troisième genre s’attache à mettre en situation concrète le souverain idéal, gouverné par toutes ses vertus. Ici, plus de métaphore : tout est expliqué au lecteur. Pour finir, le quatrième type d’ouvrage propose une réflexion plus globale sur le rôle du monarque, et l’extrapole à des cas réalistes.

### À partir de la Renaissance
À partir du XVe siècle, Les humanistes, d’Italie ou d’Europe du Nord se font conseillers des souverains. Nicolas Machiavel et Leonardo Bruni en sont des exemples emblématiques, jouant non seulement un rôle actif au sein des cours, mais rédigeant également des ouvrages destinés aux gouvernants.
L’historien Quentin Skinner, de Cambridge, a démontré le lien établi par les humanistes de l’époque entre « bonne éducation et bon gouvernement », que l’on trouve dans l’œuvre Sur l’éducation de Juan Luis Vives, ou encore dans La Bonne Éducation des garçons de Iacopo Sadoleto.

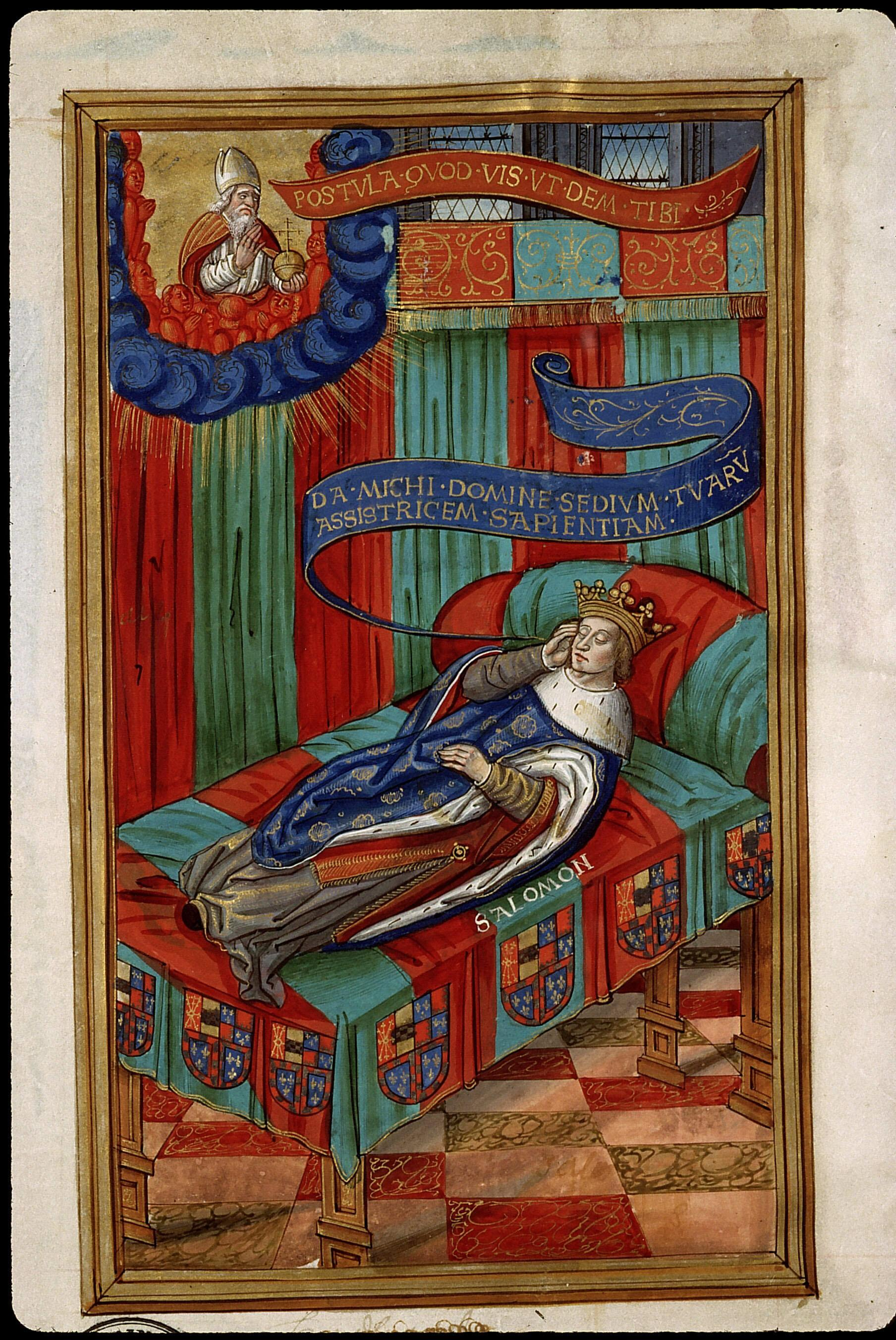
Miniature extraite d'une Instruction du prince chrétien d'Érasme.

D’autres ouvrages célèbres voient le jour, comme le Maître d’école de Roger Ascham, l’Éducation du prince de Guillaume Budé et, surtout, l’Instruction d’un prince chrétien d'Érasme, une somme d’ouvrages et de traités tellement importante qu’ils feront dire à Quentin Skinner que désormais, ces livres « s’adressent non seulement aux rois et aux princes, mais aussi aux courtisans, nobles, conseillers et magistrats. ». Le Livre du courtisan, de Baldassare Castiglione illustre son propos.
L’influence des humanistes va dépasser celle des précepteurs religieux ; dès lors, c’est plus la raison d'État qui sous-tendra le propos tenu dans l'ouvrage, reléguant la religion au second plan. Désormais, le miroir aux princes, enseigne des préceptes stratégiques et politiques, la plupart du temps départis de la dimension religieuse et/ou morale qui s’y trouvait au Moyen Âge.
Cette dérivation du religieux vers le politique correspond à la naissance de l’État moderne, où le pragmatisme l’emporte sur les considérations morales et, même si le souverain se doit d’être vertueux chez Machiavel, il devrait toutefois pouvoir s’affranchir de certaines questions éthiques si l’intérêt supérieur de l’État l’exigeait. Cela vaudra au Prince d’être mis à l’index en 1559.

## Liste desspeculum principis

### Grecs et Romains
- Xénophon, L'éducation de Cyrus ;
- Isocrate, A Nicocle et à Evagora;
- Philodème, Le bon roi selon Homère;
- Jean Chrysostome, Le premier discours sur la royauté , Le second discours sur la royauté , Le troisième discours sur la royauté , Le quatrième discours sur la royauté ;
- Sénèque, De la clémence ;
- Cicéron, De Officiis.

La vie de Constantin par Eusèbe de Césarée peut être considéré comme un speculum principalis. Le genre, le public et les objectifs précis de ce texte ont cependant fait l'objet de controverses scientifiques..

### Inde
- Vichnou Sarma, Pañcatantra ;
- Chanakya, Arthaśāstra.

### Chine
- Tao Te Ching - Philosophe chinois Lao Tseu (qui peut être interprêté comme un texte mystique, un texte philosophique ou un traité politique sur la domination);
- Zizhi Tongjian ou Miroir universel pour aider à la gouvernance par Sima Guang ;
- Mencius - Le conseil non moral au souverain contient un débat avec le Paysan, le premier groupe socialiste connu qui a soutenu une société dépourvue de classes sociales ;
- Han Feizi - Conseils sur le légalisme pour le dirigeant et l'art de gouverner.

### Textes de l'Europe occidentale

#### Début du Moyen Âge
- Augustin d'Hippone, La cité de Dieu V.24, "Le vrai bonheur de Empereurs chrétiens" ;
- Grégoire de Tours, Histoire des Francs, dans lequel il met en garde contre les conflits internes ;
- De duodecim abusifvis saeculi, "Sur les douze maltraitances du monde" (VIIe siècle), un traité hiberno-irlandais d'un auteur anonyme parfois appelé pseudo-chypriote. Cette œuvre, bien que n'étant pas en soi un speculum principalis, aurait eu une grande influence sur le développement du "genre" ;
- Bède le Vénérable, Historia ecclesiastica gentis Anglorum, dans lequel l'auteur déclare spécifiquement que le but étudier l'histoire consiste à présenter des exemples à imiter ou à éviter.

##### Textes carolingiens
Exemples notables de manuels carolingiens destinés aux rois :
- Smaragdo de Saint-Mihiel, Via regia (813), probablement le premier véritable ouvrage du genre
- Eginhard, Vita Karoli Magni, dans lequel il présente le royaume de Charlemagne comme l'aboutissement auquel les autres dirigeants doivent aspirer ;
- Jonas d'Orléans, De Institutione Regia (vers 831), écrit pour Pépin Ier d'Aquitaine
- Agobard de Lyon, correspondances ;
- Sedulius Scotus, De rectoribus christianis "Sur les dirigeants chrétiens" (vers 855-9), adressé au roi Lothaire II de Lotharingie;
- Hincmar de Reims, De regis persona ;
- Hincmar de Reims, De ordini palatii (882), qui établit les devoirs moraux d'un roi - comprend un récit sur l'organisation du palais ;
- Jonas d'Orléans, De Institutione Laicali (818 x 828), (à l'origine) écrit pour le comte Matfrid Ier d'Orléans;
- Paulin II d'Aquilée, Liber exhortationis (795), pour le comte Enrico del Friuli;
- Alcuin d'York, De virtutibus et vitiis (vers 799-800), écrit pour le Comte Veuve de Bretagne;
- Dhuoda, Liber manualis, écrit pour son fils William.

##### Textes irlandais
- De duodecim abusifs saeculi. Ces miroirs diffèrent de la plupart des textes mentionnés dans cette liste, dans le sens où les personnages qui y sont décrits comme donnant et recevant des conseils sont des personnages légendaires.
- Audacht Morainn (Le Testament de Morand), écrit vers 700 - un vieux texte irlandais qui a été qualifié de précurseur car, " alors que ce dernier était sur le point de devenir roi de Tara, Feradach Finnfechtnach, le sage juge légendaire Morand envoya pour conseils ce speculum principalis
- Tecosca Cormaic, (Instructions de Cormac), dans lesquelles le personnage, Cormac mac Airt, est responsable de l'instruction de son fils Cairbre Lifechair, sur divers sujets.
- Bríatharthecosc Con Culainn (Le précepte de Cú chulainn) (interpolé dans Serglige Con Culainn), adressé à Lugaid Réoderg.
- Tecosc Cuscraid , (L'éducation Cuscraid) ;
- Senbríathra Fithail , (Les anciens préceptes de Fíthal) ;
- Briathra Flainn Fína, (Les paroles de Flann Fína) ;

#### Bas Moyen Âge et Moyen Âge tardif
- Étienne Ier de Hongrie, Admonitions (vers 1010), écrit pour son fils et San Emerico, héritier présomptif ;
- Jean de Salisbury, Policraticus (Le livre de l'homme d'État) (1159) ;
- Godefroi de Viterbe, Speculum regum (vers 1183), dédié à ses mécènes impériaux , Henri VI et son fils Frederic Barberousse, a Hohenstaufen ;
- Pseudo-Plutarque, Institutio Traiani (mentionné pour la première fois dans Policraticus par Jean de Salisbury) ;
- Giraldus Cambrensis, Liber de Principis instructione (vers 1193) et De instructione Principis ;
- Konungs skuggsjá ou Speculum regale, traité norvégien du XIIIe siècle écrit à l'origine pour le roi Magnus VI de Norvège ;
- Jean de Limoges, Somnium morale pharaonis (c. 1234–60), écrit pour Thibaud IV ou Thibaud V ;
- Vincent de Beauvais, De Eruditione Filiorum Nobilium (L'éducation des enfants nobles) (vers 1250) ;
- Guibert de Tournai, De Modo Addiscendi (La méthode d'apprentissage( (vers 1260) ;
- Thomas d'Aquin, De Regno (vers 1260), souvent confondu avec le Principio De Regimine de Ptolémée de Lucques ;
- Thomas d'Aquin De Eruditione Principum (Sur l'éducation des princes) (vers 1265), précédemment attribué à Guglielmo Peraldus ;
- Brunetto Latini, Li Livres dou Tresor (1266), écrit pour Charles d'Anjou ;
- Pietro da Preza (it), écrit 1266-67 pour Conrad Ier de Souabe ;
- Gilles de Rome, De Regimine Principum (Sur le règne des princes) (1277 ou 1279), écrit pour Philippe le Bel ;
- Guillaume de Pagula, Speculum regis, écrit pour Édouard III d'Angleterre (vers 1331) ;
- Don Juan Manuel, El Conde Lucanor (1335) ;
- Álvaro Pelagio (es), Speculum regum (années 1340), écrit pour Alphonse XI de Castille ;
- Les III bonnes considérations nécessaires au bon gouvernement d'un prince (c. 1350), traduction d'un traité français de 1347, destiné au roi Jean II de France ;
- Evrart de Trémaugon, Le songe du verger (1376);
- Christine de Pizan, Épistre Othéa à Hector (vers 1400), La vie et les bonnes mœurs du sage roi Charles V, (1404), Livre du corps de police (1407), Livre de la paix (entre 1412 et 1414) ;
- Thomas Occleve, De Regimine Principum (début 1410) écrit pour Henri V d'Angleterre ;
- Jean d'Irlande, Le Meroure de Wysedome, (1490), écrit pour .Jacques IV d'Écosse.

#### Renaissance
- Le courtisan par Baldassare Castiglione ;
- Antonio de Guevara, Relox de príncipes (1529), inspiré et dédié à Charles V. Traduit de son vivant en anglais, Latin, italien, allemand, français, néerlandais et néerlandais ;
- Machiavel, Le Prince (vers 1513, publié en 1532) ;
- Erasme, Institutio Principis Christiani (L'éducation d'un prince chrétien) (1516), écrit comme conseil au roi Charles d'Espagne (qui sera Charles V) ;
- John Skelton, Speculum principalis, a perdu l'ouvrage écrit pour le futur roi de l'époque. Une copie de ce traité, qui n'est peut-être pas tout à fait la même que celle présentée à Henri VIII d'Angleterre, est conservée au British Museum ;
- Johann Damgaard, Alithia (1597), écrit pour le jeune monarque danois Christian IV ;
- George Buchanan, De iure regni apud Scotos (1579), une œuvre en forme de style socratique dialogue sur la royauté idéale dédié au jeune homme Jacques VI d'Écosse, plus tard également roi d'Angleterre sous le nom de Jacques Ier ;
- Juan de Mariana, De rege et regis institutione (Tolède, 1598) ; Le roi et l'éducation du roi, traduit par George Albert Moore, Country Dollar Press (1948) ;
- Jacques VI d'Écosse, a écrit Basilikon Doron comme cadeau à son fils aîné.

#### Lumières
- Jacques-Bénigne Bossuet, La politique tirée des paroles mêmes de l'Écriture Sainte (1709).
- Fénelon, Les aventures de Télémaque, roman didactique rédigé à l'intention des élèves royaux, en particulier du duc de Bourgogne, le fils du dauphin, dont Fénelon était le précepteur ; L'ouvrage devint tellement célèbre et eut un tel impact sur son époque qu'il fut traduit et imprimé dans toute l'Europe. Montesquieu le qualifia de « livre divin de ce siècle »  Marivaux s'en empare, Rousseau, Balzac s'y réfèrent et Aragon déclare avoir appris à lire avec.

### Textes byzantins
- Synésios de Cyrène, De Regno, discours prononcé à l'empereur Arcadius ;
- Agapet de Constantinople, Scheda regia, sive de officie regis, pour l'empereur Justinien Ier ;
- Photios Ier de Constantinople, lettre adressée à Boris Ier de Bulgarie ;
- Basile Ier le Macédonien, dans le cadre de la refonde du code justinien, reprend les travaux de Photios 1er et rédige une introduction d'avertissement ainsi que deux chapitres du nouveau code destinés à son premier fils, mais qui échoiront à son troisième fils qui deviendra l'empereur Léon VI le Sage et terminera la réforme du code byzantin ;
- Constantin VII Porphyrogénète, De Administrando Imperio, un manuel de politique intérieure et étrangère pour son fils et successeur, l'empereur Romain II ;
- Kékauménos, Strategikon (1075/1078), en particulier les deux dernières sections ;
- Théophylacte d'Ohrid, Paideia Basilike (en latin Institutio Regia) (vers 1088), adressée à son élève Constantino Doukas, fils de l'Empereur Michel VII Doukas ;
- Le poème du XIIe siècle Spaneas ou Didaskalia Parainetike , sur le modèle de l'Ad Demonicum isocratique ;
- Nicéphore Blemmydès, Andrias Basilikos en latin Regia statue, (Statue d'un roi), écrite pour Théodore II Lascaris, le futur empereur de Nicée ;
- Thomas Magister, Redevances ;
- Manuel II Paléologue, Paideia Regia ;
- Antoine IV de Constantinople, lettre à Basile Ier de Moscou (1393) ;
- Poucheniye (éducation) de Vladmir II de Kiev à ses fils (vers 1120).

### Textes persans pré-islamiques
- Ewen-Nāmag (« Livre des règles ») : sur les voies, coutumes, compétences et arts sassanides, sciences, etc. ;
- Tāj-Nāmeh (« Livre de la Couronne ») : traités, documents royaux, ordonnances et édits ;
- Kalileh va Dimneh : une traduction en moyen persan de l'indien Panchatantra;
- Jāvidan Khrad (« Sagesse immortelle ») : citations d'anciens sages iraniens ;
- Littérature des Andarzbad.

### Textes islamiques
- Ibn Arabi, Gouvernement Divin du Royaume Humain (At-Tadbidrat al-ilahiyyah fi islah al-mamlakat al-insaniyyah) ;
- Abd al-Hamid al-Katib, lettre à Abdallah fils du calife omeyyade Marwan II (vers 750) ;
- Ibn al-Muqaffa', Kalila wa Dimna (environ 750) ;
- Abu Yahya ibn al-Batriq († 815) Sirr al-Asrar ( سر الأسرار / Secretum Secretorum ) ;
- Al-Farabi (872-950 ca.), Fusul al-Madani "Aphorismes d'un homme d'État";
- Abou'l-Qasim al-Husayn ibn Ali al-Maghribi (981-1027), Kitab fi'l -si'yasa;
- Al-Mubashshir ibn Fatik (floruit 1053, Damas), Mukhtār al-Hikam wa-Maḥāsin al-Kalam (مختار الحكم ومحاسن الكلم) "Maximes et des aphorismes sélectionnés"
- Nizam al-Mulk, Siyāset-nāmeh (Livre du gouvernement) (vers 1090, persan) ;
- Al-Ghazali (1058-1111), Nasihat al-muluk (Conseil aux princes) (persan) ;
- Qabus nama (1082) - un exemple persan du genre ;
- Yusuf Balasaghuni, Kutadgu Bilig (XIe siècle) ;
- Abu Bakr al-Turtushi, Siraj al-Muluk (La lampe des rois) (vers 1121) ;
- Ibn Ẓafar al-Ṣiqillī Sulwan al-Muta fi udwan al-atba (Consolation pour le dirigeant pendant l'hostilité du sujets). Publié en anglais (1852) sous le titre Solwān ; ou Eaux de réconfort;
- Wasitat al-suluk fi siyasat al-muluk (vers 1370)
- Bahr Al-Fava'id 'Mer des (précieuses) vertus', écrit au XIIe siècle ;
- Muhammad al-Baqir Najm-i Sani, Mau'izah-i Jahangiri 'Admonition de Jahāngír' ou « Conseils sur l'art de gouverner » (1612 x 1613);
- Saʿdi, La roseraie, avec le premier chapitre sur "Les voies des rois" (XIIIe siècle, persan);
- Aklhaq-i Muhsini de Hussain Vaiz Kashifi (composé en persan en 1495), traduit en anglais par « La morale du bienfaisant » (en italien La Moralité du Bienfaiteur) au milieu du XIXe siècle par Henry George Keene.

### Textes slaves
- Neagoe Basarab (1512-1521), Les enseignements de Neagoe Basarab à son fils Téodosie, l'une des premières œuvres littéraires de Valachie.

## Dans la culture populaire
- Mirrors For Princes est le nom d'un film de 2010 de Lior Shamriz. Certaines parties du texte étaient basées sur les instructions de Shuruppak et d'autres publications sumériennes.